# Crédit syndiqué
Un crédit syndiqué est un crédit fourni par une association de plusieurs établissements financiers, réunis dans un syndicat bancaire pour financer un projet donné ou une entreprise donnée.

## Fonctionnement
Chaque établissement apporte :
- des fonds de natures diverses (capitaux propres, souscriptions publiques, portages de titres, crédits longs et courts) ;
- et/ou des techniques et outils d'optimisation financière des risques et des coûts, faisant notamment appel au marché des dérivés financiers.

Un membre d'un syndicat financier est appelé syndicataire. Le groupement est généralement coordonné par un chef de file (agent) qui joue le rôle d'ingénieur financier élaborant le montage général, et qui s'occupe en première ligne des relations du groupement avec le bénéficiaire du financement et qui négocie les conditions financières et les garanties (sûretés). 

## Le cas des crédits consortiaux
Lorsque l'opération se limite à l'apport de crédits par plusieurs banques, on parle de crédit syndiqué ou crédit consortial et de pool bancaire.
La participation des banques dans le groupement relève de deux natures : la participation dans le financement en risque et trésorerie (apport de fonds) et la participation en risque (si le client est défaillant, l'accord définit la quote-part réelle de la banque). La participation en risque n'est pas nécessairement équivalente à la quote-part en financement. La banque peut accepter de prendre plus de risque que sa propre quote-part de financement, contre une rémunération complémentaire.
La rémunération complémentaire de la banque chef de file s'appelle un préciput de trésorerie (liée au fait que la banque participante ne participe pas en trésorerie, le chef de file lui facturant cette trésorerie, ce dernier la prenant à son compte).